# 馬可波羅海業
馬可波羅海業有限公司，簡稱馬可波羅海業（英語：Marco Polo Marine Limited，SGX：5LY），在2006年由李雲通（董事長）及李雲峰（首席執行官）創立。公司主要業務為船舶租賃、海運、造船等行業，包括運送煤炭、鐵礦石等物品，主要營運地區新加坡和印度尼西亚等。而股份則在2007年11月5日於新加坡交易所創業板上市，之後在2009年2月4日轉了主板上市。招股價為0.28新币，所有發行新股為53,550,000股，集資額為14,994,000新币。到了2011年7月初，計劃申請發行臺灣存託憑證，集資額為約2億元新台幣，發行25,000,000股。但由於受投資者冷落，故此自行撤回申請。
2016年財務危機總資金缺口達59億台幣，扣除6月時公司的現金4億，粗估仍有55億的債務，12個月內到期的債務逾43億台幣，後與債權人協商展延3年，仍未完全解決。2017年新加坡媒體報導，一年多後財務狀況仍未改善持續惡化中，公司已瀕臨破產，因而向法院申請保護，根據新加坡公司法規定，限制債權人的法律訴訟，並允許與其債權人展開協商機制，已完成公司財務與債務重整。

## 外部連結
- MarcoPoloMarine.com.sg （页面存档备份，存于）